# Operación Blancanieves

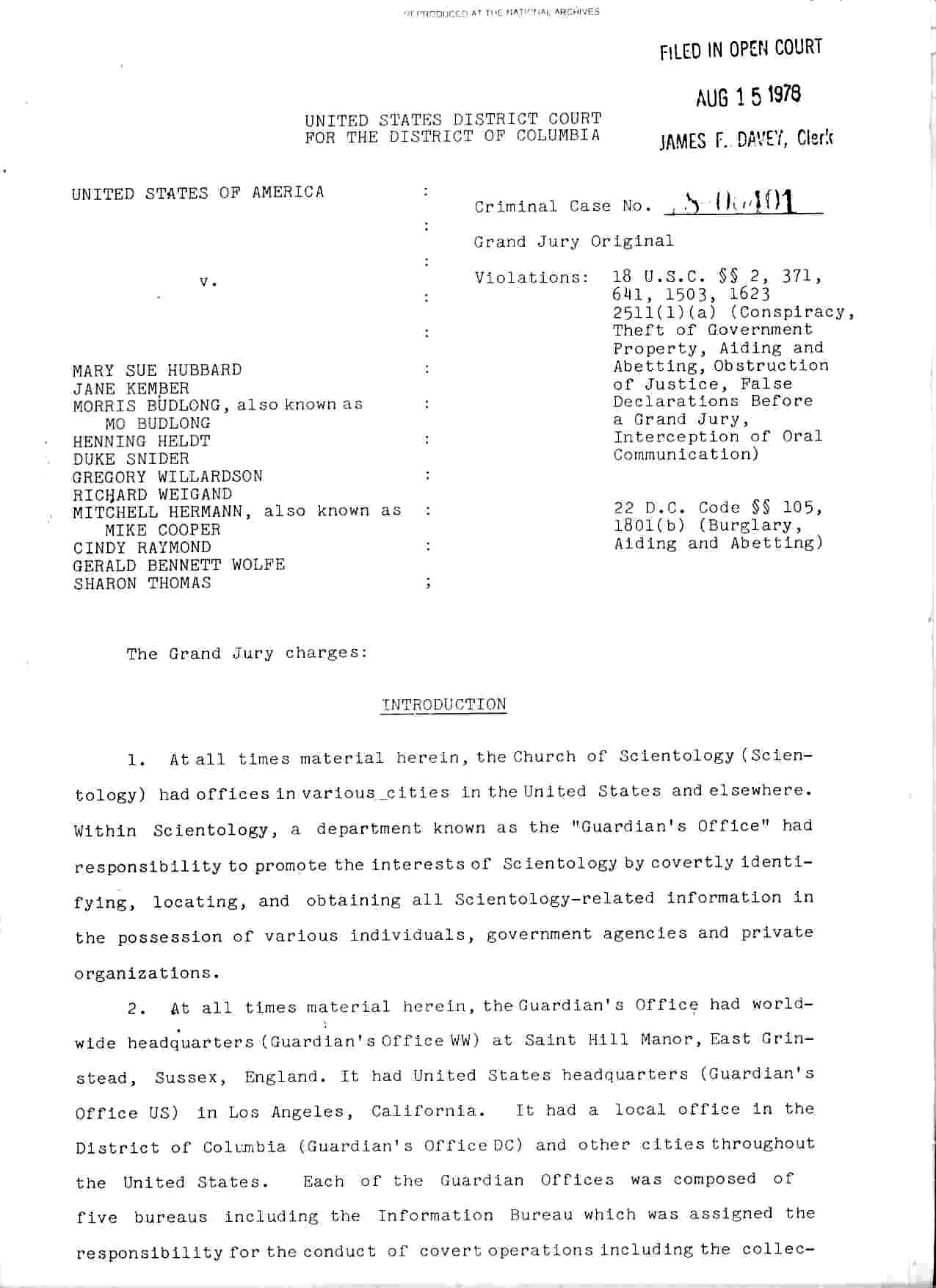
Acusaciones del Gran Jurado. Introducción. Estados Unidos de América v. Mary Sue Hubbard, Tribunal de Distrito de los Estados Unidos para el Distrito de Columbia, 1979.

La Operación Blancanieves (Operation Snow White) fue una conspiración criminal que llevó a cabo la Iglesia de la Cienciología durante la década de 1970 para purgar registros pocos favorables sobre la Cienciología y su fundador, L. Ron Hubbard. Este proyecto incluyó una serie de infiltraciones y robos de 136 agencias gubernamentales, embajadas y consulados extranjeros, así como organizaciones privadas críticas de la Cienciología, llevadas a cabo por miembros de la Cienciología en más de 30 países. Fue una de las mayores infiltraciones de la historia del Gobierno de los Estados Unidos, con más de 5 000 agentes encubiertos. Esta operación también expuso la conspiración de la Cienciología Operación Asustarse (Operation Freakout), ya que la Operación Blancanieves fue el caso con el que el Gobierno de los Estados Unidos comenzó a investigar a la Iglesia de la Cienciología.
Bajo este programa, los agentes de la Iglesia de la Cienciología cometieron infiltración, escuchas telefónicas y robo de documentos en las oficinas gubernamentales, especialmente en las del Servicio de Impuestos Internos de los Estados Unidos. Once ejecutivos de alto rango de la Cienciología, entre ellos Mary Sue Hubbard (esposa del fundador L. Ronald Hubbard y segunda al mando de la organización), se declararon culpables y fueron condenados en un tribunal federal por obstrucción de la justicia, robo de oficinas gubernamentales y robo de documentos y propiedad del gobierno. El caso fue Estados Unidos v. Mary Sue Hubbard et al., 493 F. Sup. 209 (D. D. C. 1979).

## Antecedentes
En 1960, L. Ron Hubbard propuso que los cienciólogos se infiltrasen en departamentos gubernamentales como secretarios, guardaespaldas y otros trabajos. A principios de la década de 1970, las agencias federales de los EE. UU. aumentaron sus investigaciones sobre la Iglesia de la Cienciología, que ya había sido atacada por la Administración de Alimentos y Medicamentos en 1963. El Servicio de Impuestos Internos (IRS) reclamó que la Cienciología debía millones de dólares en impuestos y la Oficina Federal de Investigaciones (FBI) envió agentes a la organización. La respuesta de la Iglesia incluyó una campaña publicitaria, un extenso litigio contra el IRS y un programa de infiltración en las oficinas de la agencia.
La organización de la Cienciología encargada de la Operación Blancanieves fue la Oficina del Guardián. L. Ron Hubbard creó la Oficina del Guardián en 1966 con el propósito de proteger los intereses de la Cienciología. En la época de la Operación Blancanieves, la Oficina del Guardián tenía su sede central mundial en Saint Hill Manor, Inglaterra. La sede central de la Oficina del Guardián en los Estados Unidos estaba en Los Ángeles, California. Además tenían oficinas en Washington D. C. y otras ciudades de los Estados Unidos. Cada oficina tenía cinco despachos. Uno de ellos era el Despacho de Información, que supervisaba la infiltración en el gobierno. L. Ron Hubbard supervisaba la Oficina del Guardian, aunque era su mujer, Mary Sue Hubbard, la que tenía el cargo de comodoro del personal del guardián.
Algunos años después, en 1973, la Oficina de Guardián comenzó con una infiltración masiva en gobiernos de todo el mundo, aunque su objetivo principal eran los Estados Unidos. Preocupados por la reputación de la Cienciología a largo plazo, la Oficina del Guardián decidió infiltrarse en la Interpol para obtener documentos relacionados con la Cienciología y con la relación de L. Ron Hubbard con la actividad criminal. Jane Kember le encargó esto a Henning Heldt y a su personal.
En torno a esta fecha, L. Ron Hubbard escribió la Orden del Guardián 732, que pedía quitar y "corregir" los archivos "erróneos" sobre la Cienciología. Este fue el origen de la Operación Blancanieves. Aunque la orden pedía conseguir esto por medios legales, esto cambiaría rápidamente. El propio Hubbard fue nombrado posteriormente por los fiscales como "co-conspirador no declarado" por su parte en la operación. Aunque existen numerosos registros de su participación, muchos cienciólogos afirman que sus directivas fueron malinterpretadas por sus seguidores.
La Operación Blancanieves fue perfeccionada posteriormente por la Orden del Guardián 1361. Dirigida por Jane Kember a Henning Heldt, Duke Snider y Richard Weigand, la Orden del Guardián 1361 pedía, entre otras cosas, la infiltración en las oficinas de impuestos de Los Ángeles y Londres y en el Departamento de Justicia de los Estados Unidos.
Aunque mencionaba específicamente el servicio de impuestos, la Oficina del Guardián comenzó pronto a reclutar a sus propios agentes de campo para infiltrarse en otras oficinas gubernamentales, incluyendo la Administración para el Control de Drogas (DEA), el servicio de inteligencia de la Guardia Costera de Estados Unidos y el Instituto Nacional de Salud Mental, entre otros, así como la Asociación Médica Estadounidense. El programa pedía que se otorgasen recompensas para las misiones exitosas realizadas por los cienciólogos.
Uno de los memorandos para la sentencia del caso también señaló que, contrariamente a lo que afirmaban los acusados, los programas planeados por la Oficina del Guardián no se limitaban a tratar de eliminar "informes falsos", sino que incluían planes para poner información falsa; por ejemplo, registrar falsa información sobre, por ejemplo, "un gato con un nombre de pedigrí" en los ordenadores de la agencia de seguridad de EE. UU. El propósito de la Operación Gato era ridiculizar la seguridad estadounidense.
A comienzos de 1974, Michael Meisner fue nombrado asistente guardián de información en el Distrito de Columbia (AG I DC). Las responsabilidades de Meisner incluían la implementación de todos los encargos, programas y proyectos del Despacho de Información del área del D. C.. El supervisor de Meisner en este momento era Duke Snider, el asistente del guardián para el D. C. o AG DC. Este fue el puesto más alto en la Oficina del Guardián de Washington D. C..
En julio de 1974, Duke Snider encargó a Meisner implementar los escritos previos para obtener documentos de la Interpol que se encontraban en el Departamento del Tesoro de los EE. UU.. En agosto, Cindy Raymond, la oficial de colecciones de la Oficina del Guardián de los EE. UU., encargó a Meisner encontrar a un agente cienciólogo leal para obtener un empleo en la sede del IRS en Washington D. C. Este empleado debía sustraer todos los documentos relacionados con la Cienciología, especialmente aquellos relacionados con los litigios que tenía la Cienciología en aquel momento con el gobierno. Meisner discutió esto con Raymond durante un mes antes de entrevistar a varios cienciólogos sin éxito. Un mes después de hacer el encargo, Raymond informó a Meisner que había elegido a Gerald Bennett Wolfe.

## La ejecución del plan
Esta infiltración empezó cuando Gerald Wolfe y Michael Meisner pudieron conseguir un empleo en el IRS como mecanógrafos. Bajo la dirección de la Oficina del Guardián, Wolfe supervisó los archivos de las organizaciones exentas de impuestos y, cuando se solicitó, hizo copias ilegales para la Cienciología.
En noviembre de 1974, la Operación Blancanieves dio un giro inesperado para la Oficina del Guardián cuando recibió la noticia de que el IRS llevaría a cabo una reunión sobre el estado de exención de impuestos de la Cienciología. En respuesta, la Cienciología envió a un espía para monitorizar la habitación. La mañana del 1 de noviembre, un día antes de la reunión, un agente de la Oficina del Guardián, Hermann, entró en la sala de conferencias y conectó un dispositivo a un enchufe. Este dispositivo, a su vez, transmitía una señal de radio FM que fue recogida y grabada por los cienciólogos que estaban sentados en un coche en el aparcamiento del Instituto Smithsoniano, que estaba frente a la oficina. Después de la reunión, Hermann retiró el dispositivo y la grabación de la reunión se envió a Los Ángeles. También se envió una copia a Mary Sue Hubbard. Este era el procedimiento estándar de Meisner.
En diciembre, Wolfe, Herman y Meisner enviaron un montón de documentos robados de 50,8 centímetros de alto a Duke Snider. Snider, a su vez, se lo notificó a Mo Budlong en Los Ángeles. A finales de diciembre, Wolfe estaban sustrayendo documentos de la oficina del asesor legal del IRS. Pocos días después de Navidad, Wolfe entró en la oficina de Barbara Bird, una abogada del Servicio de Litigios de Reembolso del IRS. Bird había estado presente en la reunión del 1 de noviembre. En lugar de robar los archivos, Wolfe les hizo fotocopias.
Posteriormente, Wolfe se reunió con Meisner en un restaurante, donde le informó de su última sustracción. Meisner tomó los documentos y subrayó las partes que pensaba que serían de interés o relevantes para sus superiores y escribió un sumario de los puntos más importantes. Posteriormente, esto fue enviado al asistente del guardián para D. C. y luego al delegado del guardián de los EE. UU., el delegado del guardián para información de los EE. UU., el director del Despacho de Información y el oficial de colecciones de Los Ángeles. También le envió una copia a Mary Sue Hubbard. Este era el procedimiento estándar de Meisner.
A comienzos de 1975, la Operación Blancanieves se expandió cuando Sharon Thomas encontró empleo en la Agencia de Inteligencia de la Guardia Costera de los Estados Unidos y Nancy Douglass empezó a trabajar en la Administración para el Control de Drogas (DEA). Douglass robó documentos e hizo fotocopias de otros. Estos fueron trasladados a Hermann.
En primavera, Mary Sue Hubbard instruyó a Kember y a Heldt a "usar cualquier método a nuestra disposición para ganar la batalla y conseguir nuestro estatus [para los impuestos] de sin ánimo de lucro". Heldt le escribió que su petición había sido enviada al Despacho de Información, que había ordenado completar la colección de documentos sobre impuestos del IRS y del Departamento de Justicia en tres meses.
En mayo, Willardson encargó a Meisner el Proyecto Cuerno (Project Horn), para "proveer una cobertura de RP [relaciones públicas] y legal para el modo de obtener documentos del IRS". La idea podría haber sido del Despacho de Relaciones Públicas de la Oficina del Guardián para revisar los documentos sin preocuparse de que pudieran relacionarse con una sustracción. La idea de Willardson es que Meisner robase documentos sobre otras organizaciones que no fuesen la Cienciología. Willardson también pidió el robo de material de oficina del que se empleaba en el IRS para falsificar cartas de un empleado ficticio descontento. Los archivos de varias organizaciones, incluidos los de la Cienciología, se enviarían adjuntos a la carta falsa. La idea era que pareciese que un agente del IRS descontento había enviado archivos a numerosas organizaciones. No habría nada que vinculase a la Cienciología. Wolfe robó material de oficina y los archivos de la Iglesia de la Unificación y la Universidad Bob Jones.
Durante el verano y el otoño de 1975 la Oficina del Guardián realizó un nuevo plan. En julio, Cindy Raymond le dijo a Meisner que la Iglesia de la Cienciología había demandado a la IRS con respecto a la Ley de Libertad de Información. Le encargaron a Meisner agregar la oficina de Charles Zuravin a su lista de oficinas para monitorear. Zuravin estaba representando al gobierno en el caso. Meisner le trasladó el encargo a Wolfe, que entró en la oficina de Zuravin varias veces entre julio y noviembre. Wolfe reveló a sus superiores que Zuravin estaba preparando un índice de archivos de la Cienciología relevantes para el caso de la Ley de Libertad de Información. Las oficinas del IRS de todo el país enviaban archivos a Zuravin. Este índice de archivos, requerido por los tribunales en todos los casos de la Ley de Libertad de Información, es una lista de todos los documentos solicitados y las razones de que estén exentos al público, si las hubiere.
En octubre, Zuravin había finalizado el índice, habiendo numerado cada documento para simplificar su localización, y se proveyó de una copia a los abogados de la Cienciología. Estos abogados dieron el índice a Raymond, que se lo dio luego a Meisner, que, a su vez, se lo entregó a Wolfe. Wolfe entró en la oficina de Zuravin y copió los documentos listados en el índice.
El 5 de diciembre de 1975, Jane Kember dio la Orden 158 del Programa Guardian, que pretendía advertir a L. Ronald Hubbard de una próxima acción legal. El plan requería de la infiltración en las agencias gubernamentales que tuvieran poder para emitir la citación o conocimiento de ella. Entre estas agencias estaban las oficinas del fiscal de EE. UU. en D. C. y L. A., la Oficina de Operaciones Internacionales del IRS, la DEA, la Guardia Costera y el Servicio de Inmigración y Naturalización. Tras revisar la carta, Meisner concluyó que era mejor infiltrase en el Departamento de Justicia que en la oficina del fiscal.
En enero de 1976, Hermann, el Secretario del Sureste de EE. UU. para el Despacho de Información, informó a Meisner que Heldt y Weigand habían aprobado un plan para enviar a Alverzo a Washington. Alverzo llegó el 17 de enero, y la noche del 18 de enero Alverzo fue con Meisner y Wolfe a las oficinas del IRS. Alverzo forzó las cerraduras de la oficina de Lews Hubbard (sin relación con L. Ron Hubbard) y de la oficina de Zuravin. Tomaron los documentos relacionados con la Cienciología y los fotocopiaron, marchándose de allí a las 2 de la madrugada con los documentos. Menos de un mes después, Richard Weigand escribió a Jane Kember diciéndole que los documentos del IRS encargados por la Orden del Guardian 1391, de hace unos dos años, ya se habían obtenido.
Gerald Wolfe y Meisner entraron posteriormente entrar en una habitación e hicieron tarjetas de identificación falsas del IRS, que les permitieron entrar en la sede del tribunal federal de Washington. Wolfe y Meiser usaron estas tarjetas para conseguir acceder a áreas restringidas y sustraer más documentos.
Mientras Wolfe y Meisner continuaban con su labor en el IRS, Mary Sue Hubbard, junto con otros miembros de la Oficina del Guardián, llegaron con nuevos planes. La Orden del Programa Guardián 302, escrita por Cindy Raymond y aprobada por Hubbard, entre otros, dirigía la infiltración en todas las agencias gubernamentales que tenían archivos de varias solicitudes de sobre la Ley de Libertad de Información de la Cienciología.
La noche del 14 de abril, Meisner y Wolfe fueron al piso décimo del edificio IRS, donde estaba la Oficina de Operaciones Internacionales. La puerta estaba cerrada y no pudieron entrar en la oficina. Una señora de la limpieza que pasaba notó el comportamiento sospechoso de Meisner y Wolfe y se lo notificó a un guardia de seguridad. El guardia se enfrentó a la pareja y le mostraron la tarjeta auténtica del IRS de Wolfe y la falsificada de Meisner. Satisfecho, el guardia le pidió a la señora de la limpieza que abriese la puerta. Una vez dentro, la pareja tomó una gran cantidad de archivos. Como no pudieron encontrar una fotocopiadora, llevaron los archivos al edificio principal del IRS, donde usaron nuevamente sus identificaciones para acceder. Después de copiar los archivos, los devolvieron a la oficina de Crate. Todo el proceso duró unas cuatro horas.
La Oficina del Guardián se interesó por Nathan Dodell por el juicio por el caso de la Ley de Libertad de Información. En abril, el juez George L. Hart preguntó a Dodell si los Estados Unidos habían considerado tomar declaración a L. Ronald Hubbard. Dodell respondió que era un "idea interesante". Además, dijo que lo discutiría con el Departamento de Justicia.
En mayo, Meisner y Wolfe entraron en el Palacio de Justicia de los Estados Unidos para el Distrito de Columbia alrededor de las cuatro de la tarde. Fueron al tercer piso, donde estaba la Oficina del Fiscal de los EE. UU. y de la Biblioteca de la Asociación de Abogados. Tenía planeado encontrar la oficina de Nathan Dodell, que estaba detrás del departamento de la División Civil. Posteriormente, buscaron una fotocopiadora en el edificio. Tras localizar estos lugares, se marcharon.
A principios de mayo, Wolfe entró en la sede del Tribunal de los EE. UU. y robó las llaves de la oficina del asistente del fiscal de los EE. UU. Wolfe hizo duplicados y las devolvió sin ser descubierto. El 21 de mayo, Meisner y Wolfe entraron al palacio de justicia, se registraron para investigar en la biblioteca y se les entregó una llave del ascensor. Después de subir en el ascensor al piso de la biblioteca, los dos entraron a la biblioteca, sacaron varios libros de los estantes y se sentaron en una mesa. Después de unos minutos, salieron por una puerta trasera y salieron a un pasillo. En este pasillo estaba la oficina de Dodell, donde entraron usando sus llaves. La pareja robó una serie de documentos relacionados con la Cienciología y caminó por el pasillo hacia las dos fotocopiadoras que habían localizado anteriormente. Tras fotocopiar los documentos devolvieron los originales a la oficina de Dodell. Como hacían habitualmente, enviaron los documentos obtenidos a la sede de la Oficina del Guardián de Los Ángeles.
Una semana después, Wolfe y Meisner se reunieron de nuevo fuera del edificio del IRS, se dirigieron al palacio de justicia y se registraron con nombres falsos. Repitieron sus acciones de la semana anterior, fotocopiando otro grupo de documentos del Departamento de Policía del Distrito de Columbia y de la Administración de Alimentos y Medicamentos. Aquella noche, al regresar a la oficina de Dodell, pasando por la biblioteca un bibliotecario llamado Johnson les preguntó si se habían registrado. Aunque habían registrado su entrada en la recepción no lo habían hecho en la biblioteca. Cuando dijeron que no se habían registrado el Johnson les dijo que no regresasen a menos que tuvieran una autorización específica del bibliotecario del turno del día. La pareja se marchó. Tres días después, Johnson notificó a la Oficina del Fiscal de los Estados Unidos que se había visto a dos personas utilizando las máquinas fotocopiadoras de la Oficina del Fiscal, por lo que se les dijo a Johnson y al guardia del turno de noche que contactaran inmediatamente con el FBI si esos individuos regresaban.
Menos de dos semanas después, Hermann telefoneó a Meisner y le encargó regresar a la oficina de Dodell para sustraer archivos. El objetivo era elaborar un plan para que Dodell fuese destituido de su puesto como asistente del fiscal de los Estados Unidos para el Distrito de Columbia.
Meisner y Wolfe entraron en el palacio de justicia el 11 de junio hacia las 7 de la tarde. Firmaron como si hubieran entrados antes y se dirigieron a la biblioteca. El bibliotecario Johnson les reconoció y los paró inmediatamente. Meisner estaba preparado para esto y le mostró una carta del jefe de los bibliotecarios. Wolfe y Meisner pasaron por la biblioteca hasta llegar a un pasillo. Fuera de la oficina de Dodell vieron que las mujeres de la limpieza seguían trabajando.
Mientras Meisner y Wolfe esperaban a que el equipo de limpieza abandonase la oficina, Johnson llamó al FBI, que envió de inmediato a dos agentes. Los dos agentes se enfrentaron a los cienciólogos y les exigieron ver su identificación. Wolfe usó su identificación auténtica y Meisner presentó su tarjeta falsa y dijo a los agentes que había renunciado reciente al IRS. Meisner le dijo a Hansen que la pareja estaba en la biblioteca una investigación legal y que habían usado las fotocpiadoras para fotocopiar libros y casos. Ninguno mencionó la Cienciología. Después de aproximadamente veinte minutos de interrogatorio, los agentes del FBI les permitieron irse. Meisner llamó a Hermann para informarle de las noticias y le dijeron que volasen de inmediato a Los Ángeles.

## Arrestos y proceso judicial
En la Oficina del Guardián les dieron historias para que les sirviesen de tapaderas a Meisner y a Wolfe. El último día de junio, Gerald Wolfe fue arrestado. Wolfe fue acusado de "uso y posesión de un pase falsificado oficial de los Estados Unidos". El día después del arresto de Wolfe, Mary Sue Hubbard escribió una carta a Weigand encargándole mantenerla a ella al margen de la situación. Hubbard también conversó con Mo Budlong y Richard Weigand sobre el arresto de Wolfe, la tapadera y el subsecuente plan para destruir evidencias que conectasen a Wolfe y a Meisner con la Cienciología.
A finales de julio, un juzgado decidió que el caso contra Wolfe justificaba una investigación por un gran jurado. Una semana después del juicio, el juez emitió una orden de arresto para Meisner, quien, en ese momento, estaba siendo escondido en Los Ángeles. El FBI pudo conectarlo con la Cienciología.
En enero de 1977 cada vez era más probable que la Cienciología no iba a poderse escapar de la Operación Blancanieves sin una severa pena. Aunque Meisner seguía escondido, su ansiedad aumentó por la situación. En abril, Meisner quería entregarse a las autoridades. Meisner fue puesto bajo control de varios guardias.
El 13 de mayo, Gerald Wolfe se declaró culpable. Aquel mes, Meisner escapó de sus captores, pero fue convencido de volver a unirse a la Oficina del Guardián al día siguiente.
En junio, Wolfe, después de ser sentenciado a libertad condicional y servicio comunitario, testificó ante el Gran Jurado. En lugar de la verdad, Wolfe contó una tapadera. Varios días después, Meisner puedo escapar de nuevo de sus captores, aunque esta vez contactó con el FBI. Meisner fue llevado a Washington, donde aceptó declararse culpable, cinco años de prisión por delito de conspiración y a declarar ante el Gran Jurado.
El 8 de julio, el FBI hizo redadas en las sedes de la Iglesia de la Cienciología de Los Ángeles, Hollywood y Washington D. C.. La redada de Los Ángeles fue llevada a cabo por 156 agentes del FBI, la mayor parte de los cuales no habían hecho nunca una redada. Pasaron allí 21 horas y recogieron 21 toneladas de documentos, entre otras cosas.
La redada no solamente sacó a la luz documentación de las actividades ilegales de los grupos contra el Gobierno de los Estados Unidos, sino también actividades ilegales llevadas a cabo contra otros percibidos como enemigos de la Cienciología. Entre estas estaba la Operación Asustarse (Operation Freakout), una conspiración para inculpar a la escritora Paulette Cooper por cargos de falsa amenaza de bomba y una conspiración para culpar a Gabe Cazares, alcalde de Clearwater, Florida, de haberse dado a la fuga tras un accidente. Los papeles también revelaron que sir John Foster (autor del Informe Foster del Gobierno del Reino Unido sobre la Cienciología) y lord Balniel (que había solicitado el informe) eran objetivos, junto con la Asociación Nacional para la Salud Mental y la Federación Mundial para la Salud Mental.
La Iglesia de la Cienciología comparó al FBI con la Gestapo y dijo que todos los archivos de la Cienciología habían sido tomados ilegalmente, aunque el FBI produjo una declaración jurada de más de 40 páginas detallando 160 temas específicos que estaba buscando.
El 20 de julio, 13 días después de la redada, un juzgado de Washington sentenció que los documentos debían ser devueltos, al menos temporalmente, a la Iglesia de la Cienciología, y que ninguno de los documentos podría ser compartido con otras áreas del gobierno, a no ser que esa área específica estuviese investigando a la Cienciología. Los abogados de la Cienciología argumentaron exitosamente que para prepararse para una audiencia del 8 de agosto sobre la legalidad de la redada, debían poder ver los documentos. Para el 27 de julio, un juez de Washington había dictaminado que la orden que autorizaba la redada era demasiado amplia y, como tal, violó los derechos de la Cuarta Enmienda de la Iglesia de la Cienciología. En agosto, como el dictamen podía ser anulado, la Cienciología dijo que llevaría el caso al Tribunal Supremo, el cual, a comienzos del año siguiente, se negó a admitir el caso.
En agosto de 1978, once cienciólogos de alto rango fueron acusados de 28 cargos. Uno de los acusados fue Mary Sue Hubbard, 
esposa del creador de la Cienciología, L. Ron Hubbard. Los otros diez fueron Gerald Wolfe, Cindy Raymond,  Henning Heldt, Duke Snider, Gregory Willardson, Richard Weigand, Mitchell Herman, Sharon Thomas, Jane Kember y Mo Budlong. Kendrick Moxon y L. Ron Hubbard fueron llamados "co-conspiradores no declarados".
En el curso de la investigación, la Iglesia de la Cienciología intentó retirar a un juez, y citó a casi 150 agentes federales en lo que parecía ser un gran plan de demora. La Iglesia también fue ofreciendo varias explicaciones diferentes sobre sus acciones.
Siete de los once miembros de la Oficina del Guardián se declararon culpables de un solo cargo de conspiración para obstruir la justicia. Uno más se declaró culpable de un cargo similar y el noveno se declaró culpable de un delito menor. A los cienciólogos se les permitió pedir la supresión de las pruebas del gobierno. El resto de los cienciólogos estaban en Inglaterra, en espera de ser extraditados.
El 6 de diciembre de 1979, unos cinco años después del comienzo de la Operación Blancanieves, esta llegó oficialmente a su fin. Cinco de los cienciólogos fueron sentenciados a cuatro años de cárcel, cuatro de los cuales comenzaron a cumplir prisión en ese momento. Mary Sue Hubbard, esposa de L. Ron Hubbard, fue condenada a cinco años. Cada uno de los seis se enfrentó a una multa de 10 000 dólares.
Al día siguiente, los cuatro cienciólogos restantes fueron condenados. A tres de los cuatro se les puso una multa de 10 000 dólares y fueron enviados a prisión por seis meses. Al ser liberada, Mary Sue Hubbard recibió cinco años de libertad condicional y servicio comunitario. Todos los cienciólogos apelaron de inmediato pero los veredictos fueron confirmados.
En noviembre de 1980, los dos cienciólogos que quedaban, Jane Kember y Mo Budlong, fueron finalmente condenados por nueve cargos de ayuda e incitación al robo en relación con robos en oficinas gubernamentales y fueron sentenciados a seis años.
Kember y Budlong pidieron asilo político en el Reino Unido, argumentando que no deberían ser extraditados a los EE. UU. porque las confiscaciones habían tenido objetivos políticos. Su demanda contra la extradición fue denegada por el Alto Tribunal Británico sobre la base de que no se encontraba dentro de la excepción por delito político a la Ley de Extradición de 1870.
L. Ron Hubbard fue nombrado por los fiscales federales como un "co-conspirador no declarado" y estuvo prófugo el resto de su vida.